# Phacelurus huillensis
Phacelurus huillensis là một loài thực vật có hoa trong họ Hòa thảo. Loài này được (Rendle) Clayton miêu tả khoa học đầu tiên năm 1978.